# Хідішел
Хідішел (рум. Hidișel) — село у повіті Біхор в Румунії. Входить до складу комуни Добрешть.
Село розташоване на відстані 400 км на північний захід від Бухареста, 36 км на південний схід від Ораді, 102 км на захід від Клуж-Напоки, 143 км на північний схід від Тімішоари.

## Населення
За даними перепису населення 2002 року у селі проживали 776 осіб, з них 773 особи (99,6%) румунів. Рідною мовою 773 особи (99,6%) назвали румунську.